# Монбельяр (округ)
Монбельяр (фр. Montbéliard) — округ (фр. Arrondissement) во Франции, один из округов в регионе Бургундия — Франш-Конте. Департамент округа — Ду. Супрефектура — Монбельяр.
Население округа на 2006 год составляло 182 949 человек. Плотность населения составляет 127 чел./км². Площадь округа составляет всего 1444 км².